# Oxyonchus problematicus
Oxyonchus problematicus är en rundmaskart som beskrevs av Nikolai Nikolaievich Filipjev 1946. Oxyonchus problematicus ingår i släktet Oxyonchus och familjen Enoplidae. Inga underarter finns listade i Catalogue of Life.